# Gur Shelef
Gur Shelef (hebräisch גור שלף; * 10. Januar 1974 in Tel Aviv) ist ein ehemaliger israelischer Basketballspieler und -funktionär. Der langjährige Nationalspieler nahm an vier Basketball-Europameisterschafts-Endrunden teil und gewann mit dem in Israel dominierenden Serienmeister Maccabi Tel Aviv auch dreimal den höchstrangigen europäischen Vereinswettbewerb in Verbindung mit dem nationalen Double als Triple Crown. Nachdem er zum Ende seiner Karriere zwei Jahre bei den Antwerp Giants in Belgien gespielt hatte, kehrte er zu Maccabi zurück und war von 2008 bis 2013 Sportdirektor der erfolgreichen Mannschaft. Sein Vater Ami Shelef war ebenfalls Basketballnationalspieler und sein Bruder Uri Shelef war nach seiner Karriere als Basketballspieler einer der treibenden Kräfte hinter der Wiedergeburt von Maccabis Lokalrivalen Hapoel Tel Aviv.

## Karriere
Gur Shelef begann seine Karriere im Seniorenbereich bei Hapoel/Yagur aus Gvat in der Nähe von Migdal haEmek im Nordbezirk, deren Mannschaft ihre erfolgreichste Zeit in den 1970er Jahren gehabt hatte. Ab 1993 spielte er zwei Jahre für Maccabi aus Ramat Gan, bevor er zurück in den Nordbezirk zu Hapoel Galil Elyon ging. Dort wurde er zum Nationalspieler und qualifizierte sich mit der israelischen Nationalmannschaft für die EM-Endrunde 1997. Nach zwei Siegen über Slowenien und Frankreich erreichte man die Zwischenrunde, in der man jedoch kein Spiel mehr gewann. Nach zwei Siegen in der Platzierungsrunde unter anderem gegen Deutschland belegte man den neunten Platz. 1998 kam er mit Trainer Pini Gershon, der mit Hapoel Galil 1993 Maccabi Tel Aviv als Meister entthront hatte, zum Serienmeister Maccabi in seine Heimatstadt. Hier verteidigte man das nationale Double aus Titelgewinn in Meisterschaft und Pokalwettbewerb und erreichte im Europapokal die K.-o.-Spiele im Achtelfinale, wo man zweimal gegen den späteren Finalisten Kinder Bologna verlor. Bei der EM-Endrundenturnier 1999 verlor die Nationalmannschaft diesmal in der Vorrunde gegen Gastgeber Frankreich, gewann aber knapp das Spiel gegen Mazedonien. In der Zwischenrunde reichte es nach einer Niederlage in Verlängerung gegen Russland nur zu einem knappen Erfolg erneut über Slowenien. Im entscheidenden Spiel gegen Spanien um eine Qualifikation für das Viertelfinale erzielte Shelef mit 16 Punkten hinter Doron Sheffer die meisten Punkte für seine Mannschaft, obwohl er beim Sieg zuvor über Slowenien ausgesetzt hatte. Trotzdem verlor man das Spiel mit 14 Punkten Unterschied und büßte damit auch alle Chancen auf eine Qualifikation für die Olympischen Spiele 2000 ein.
In der Saison 1999/2000 verteidigte Maccabi erneut das Double in Israel und schlug im Europapokal-Viertelfinale Fortitudo Winnington Bologna, den Lokalrivalen von Kinder Bologna. Beim Final-Four-Turnier, bei dem Shelef jedoch kaum Einsatzzeit erhielt, verlor man jedoch nach dem Halbfinalsieg über FC Barcelona im Finale gegen Panathinaikos Athen. Dabei hatte ausgerechnet Oded Kattash, langjähriger Spieler von Maccabi und Nationalmannschaftskollege von Shelef, mit 17 Punkten für Panathinaikos maßgeblichen Anteil am Erfolg der Griechen. Zur folgenden Saison 2000/01 spaltete sich der Europapokalwettbewerb, da führende Mannschaften insbesondere aus Spanien und Italien über ihre Ligaorganisationen sich in der ULEB zusammenschlossen und mit der EuroLeague einen eigenen Wettbewerb starteten. Neben Titelverteidiger Panathinaikos blieb auch Maccabi zunächst dem Wettbewerb der FIBA Europa treu, der sich jedoch in Suproleague umbenennen musste. In einer Neuauflage des Finalspiels vom Vorjahr konnte man diesmal Panathinaikos mit 81:67 besiegen und erstmals nach 20 Jahren den Europapokal bei seiner letzten Austragung unter Regie der FIBA gewinnen. Anschließend wurden die beiden Wettbewerbe unter dem Dach der ULEB wieder vereinigt und Trainer Gershon übergab zunächst die Verantwortung an seinen bisherigen Assistenten David Blatt. Im Halbfinale der EuroLeague 2001/02 standen sich erneut Maccabi und Panathinaikos gegenüber, wobei letztere diesmal wieder das bessere Ende für sich hatten und den Wettbewerb im Finale gegen den ULEB-Titelverteidiger Kinder Bologna gewinnen konnten. In der folgenden Spielzeit scheiterte Maccabi in der Achtelfinal-Gruppenphase an Benetton Treviso am erneuten Einzug in das Final Four. Trainer Blatt musste wieder in die zweite Reihe rücken und Gershon kehrte an den Spielfeldrand zurück.
Bei der EM-Endrunde 2003 in Schweden kehrte Shelef, der an der Endrunde zwei Jahre zuvor nicht teilgenommen hatte, in das Aufgebot der Nationalmannschaft zurück. Nach nur einem Vorrundensieg und zwei Niederlagen unter anderem gegen Deutschland musste Israel in das Ausscheidungsspiel, das man gegen Slowenien gewann. Im Viertelfinale unterlag man jedoch wiederum dem späteren Vize-Europameister Spanien und verpasste erneut die Qualifikation für die Olympischen Spiele, da nur noch die Medaillengewinner eine Teilnahme erreichten. Israel erreichte am Ende auf dem siebten Platz die beste Platzierung in Shelefs Karriere in der Nationalmannschaft. In der Achtelfinal-Gruppenphase der EuroLeague 2003/04 stand Maccabi Tel Aviv gegen Žalgiris Kaunas zwei Sekunden vor Schluss der regulären Spielzeit vor einer Heimniederlage und dem Ausscheiden aus dem Wettbewerb, als der Litauer Giedrius Gustas bei einer Drei-Punkt-Führung für Kaunas zwei Freiwürfe nicht verwandeln konnte. Da ein Spieler von Kaunas sich zu früh bewegt hatte, wurde das Spiel mit einem Einwurf unter dem Korb von Maccabi fortgesetzt. Shelef warf den Ball mit einem langen Einwurf ins Vorderfeld zu Derrick Sharp, der mit einem Buzzer Beater von hinter der Dreipunktelinie die Verlängerung erzwang. Maccabi gewann noch das Spiel und zog ins Final-Four-Turnier vor heimischem Publikum ein, bei dem man im Finale Fortitudo Skipper Bologna mit der höchsten Punktdifferenz in einem EuroLeague-Finalspiel 118:74 zerlegte. In der folgenden Spielzeit 2004/05 schlug Maccabi im Halbfinale erneut Panathinaikos und konnte im Finale gegen TAU Cerámica, die im Halbfinale den Gastgeber PBK ZSKA Moskau bezwungen hatten, den Titel verteidigen. Damit war Maccabi der erste und bis 2013 einzige Titelverteidiger in der EuroLeague, dem dies gelang.
Beim EM-Endrundenturnier 2005 verlor Israel in der Vorrunde nur gegen den Weltmeister und Gastgeber Serbien und Montenegro und schlug auch Spanien, die jedoch zuvor den Gastgeber bezwungen hatten. Wegen des schlechteren direkten Vergleichs musste man erneut in das Ausscheidungsspiel, das diesmal gegen Griechenland verloren ging und das Ausscheiden aus dem Wettbewerb bedeutete. Shelef, der bei den Siegen gegen Lettland und Spanien noch zu den besten Punktesammlern der Nationalmannschaft gehört hatte, blieb bei seinem letzten Turnierspiel mit der Nationalmannschaft ohne Korberfolg. Anschließend spielte Shelef, der bei Maccabi in Europapokalspielen nach Gershons Rückkehr als Trainer zurückgehende Einsatzzeiten von zuletzt weniger als durchschnittlich zehn Minuten pro Spiel hatte, noch zwei Jahre in Belgien für die Giants aus Antwerpen. 2007 gewann die Mannschaft mit dem belgischen Pokalwettbewerb ihren ersten Titel seit der Umbenennung in Giants. Shelef beendete jedoch seine aktive Karriere und kehrte in seine israelische Heimat zurück.
Ein Jahr nach Ende seiner aktiven Karriere wurde Shelef 2008 bei Maccabi Tel Aviv Nachfolger von Moni Fanan, der zuvor 16 Jahre Sportdirektor des Klubs war. Nachdem Maccabi in der Saison 2007/08 ohne Titelgewinn geblieben war, holte man schließlich Pini Gershon im November 2008 als Trainer zurück. Nachdem Maccabi erstmals seit sechs Jahren in der EuroLeague bereits in der Achtelfinal-Gruppenphase ausgeschieden war und auch den Titel im nationalen Pokalwettbewerb verpasst hatte, konnte man am Saisonende den Titel in der nationalen Meisterschaft zurückholen. In der EuroLeague 2009/10 verlor die Mannschaft im Viertelfinale etwas überraschend gegen KK Partizan Belgrad, doch nach dem erneuten Verlust des Meistertitels konnte Trainer Gershon auch der zwischenzeitliche Titel im Pokalwettbewerb nicht retten. David Blatt wurde erneut Nachfolger von Gershon und konnte in den folgenden beiden Jahren alle nationalen Titel gewinnen. In der EuroLeague 2010/11 reichte es gar zum Einzug ins Finale, das jedoch gegen Panathinaikos verloren ging, gegen die man auch ein Jahr später im Viertelfinale ausschied. In der Saison 2012/13 gewann man zum vierten Mal in Folge den Pokalwettbewerb, doch in der nationalen Meisterschaft ging das Finalspiel gegen Maccabi Haifa verloren. Nachdem Maccabi Tel Aviv zwischen 1970 und 2007 in 38 Meisterschaften nur eine Meisterschaft nicht gewonnen hatte, war dies seitdem bereits das dritte Mal, das der wichtigste nationale Titel nicht an den früheren Serienmeister ging. Trainer Blatt durfte diesmal bleiben und gewann ein Jahr später bereits wieder eine Triple Crown, doch Shelef als Sportdirektor wurde durch seinen früheren Mannschaftskameraden Nikola Vujčić ersetzt.